# Gustav Greiff
Gustav Greiff (* 11. Mai 1850 in Wiesloch; † 7. Januar 1927 in München) war Schuhfabrikant in Wiesloch und badischer Landtagsabgeordneter. Für kommunales Engagement wurde er außerdem Ehrenbürger von Tairnbach.

## Leben
Greiff war der Sohn des Wieslocher Posthalters Karl David Greiff und Enkel des Posthalters und Landtagsabgeordneten Jakob David Greiff. Er besuchte die Wieslocher höhere Bürgerschule und anschließend die Handelsschule. Dann nahm er als Soldat am Deutsch-Französischen Krieg 1870/71 teil, wo er mit dem preußischen Eisernen Kreuz 2. Klasse geehrt wurde. Er gründete den Gauverein Wiesloch des Badischen Kriegs- und Militärverbands und war bis 1882 aktiver Reservist.
1878 wurde er in München Inhaber eines Agentur- und Kommissionsgeschäfts, 1880 führte er ein Schuhgeschäft. 1884 kehrte er nach Wiesloch zurück, wo er die Vereinigte Leder- und Schuhfabrik Wiesloch gründete, deren Gesellschafter er zeitlebens blieb. Von 1889 bis 1904 gehörte er 34. bis 41. Sitzungsperiode der zweiten badischen Landtagskammer an, wo er zur nationalliberalen Fraktion zählte. Er war 1889/90 Jugendsekretär, 1889/92 Kammersekretär und von 1893 an Mitglied der Kommission für Eisenbahnen und Straßen. Er beteiligte sich vielfältig am parlamentarischen Geschehen und bezog auch Stellung zu Steuerthemen, Zöllen, Gesetzesvorlagen und Haushaltsfragen, zum Forstwesen und zum Unterrichtswesen, zur Landwirtschaft usw. Im kommunalen Bereich engagierte er sich vielfältig für die Elektrifizierung und Kanalisation der Stadt Wiesloch, für den Eisenbahnausbau und für den Bau der Heil- und Pflegeanstalt Wiesloch. Außerdem erwirkte er die Ablösung des Fideikommisses in Tairnbach, wo er zum Ehrenbürger ernannt wurde. Von 1893 bis 1898 war er Ersatzmann beim Kreisausschuss Heidelberg. Von 1905 an lebte er als Privatier in München.

## Auszeichnungen
1892 wurde er mit dem Ritterkreuz 2. Klasse des Ordens vom Zähringer Löwen ausgezeichnet. 1902 erhielt er das Ritterkreuz 1. Klasse.